# Puyo Puyo Tsu
Puyo Puyo 2 (яп. ぷよぷよ通 Пуё Пуё Цу) — видеоигра в жанре головоломки, вторая по счёту в серии Puyo Puyo. Выпущена в сентябре 1994 года на аркадные автоматы, а позже на игровые консоли. Разработана компанией Compile и издавалась разными компаниями (например NEC, Sega, Goo!). В 2008 году игра была портирована на Wii посредством Virtual Console даже за пределами стран Японии, а в 2016 года на Nintendo 3DS. На Neo Geo Pocket Color игра была издана во всём мире под названием Puyo Pop. Также игра была портирована на Nintendo Switch за пределами Японии.

## Игровой процесс
Как и в первой игре, Puyo попадаются с вершины экрана попарно, их можно перемещать влево и вправо и поворачивать по часовой стрелке и против часовой стрелки на 90 °; если третий столбец слева заполняет до верха, игра окончена. В игре есть несколько новых правил. Первое расширенное правило, добавленное в эту игру, называлось «Смещение». Это позволит игроку противостоять и сводить на нет Мусорные Пуё, отправленные противником с помощью собственных цепей. Смещение также можно использовать для отправки Puyos противнику, известного как «Переполнение мусора». Стандартные ojamas были сохранены с выпуском Puyo Puyo 2, однако также появились два новых типа мусора, известные как Point Puyos и Hard Puyos. Точка Puyos, когда стирается рядом с соседними группами Puyos, добавляет очки к вашему общему счету, а также может сделать ваши цепочки более сильными в краткосрочной перспективе. Тяжёлых пуё, когда они приземляются на поле, их сложнее стереть, чем стандартного мусора или точечного пуйо, и их часто называют «Сталиесами».
В отличие от своего предшественника, Puyo Puyo 2 имеет три различных режима для каждого типа. Три основных режима: Одинокий Пуё Пуё, Двойной Пуё Пуё и Бесконечный Пуё Пуё. Для  Super Puyo Puyo 2  и  Super Puyo Puyo 2 Remix , используя Super Multitap, дополнительный режим, известный как Minna de Puyo Puyo (Everybody Puyo Puyo, также называется Игра Puyo Puyo для Game Boy Advance) означает, что в неё могут играть до 4 игроков (хотя и для «Remix», включая COM-игрока). Single Puyo Puyo — это сюжетный режим. В попытке не только украсть сердце Арла, но и захватить Карбункл, Тёмный Принц устанавливает боевую башню, в которой Арле должен бить персонажей на каждом этаже, чтобы подняться на башню. По мере того, как Арле побеждает в каждом матче, она получает бонусные очки, которые увеличивают её общий счет, и это действует как Опыт. Цепи сбалансированы, чтобы быть слабее и наносить меньше урона, чем в первой игре, что дает больше шансов вернуться. В меню «Сравнение» доступно пять предопределенных наборов правил. Игрок может устанавливать собственные правила. Мультиплеер позволяет нескольким игрокам играть вместе.

## Разработка
В версию Super Famicom добавлен режим для 4 игроков — первая попытка компиляции такого режима для домашней консоли — с использованием multitap[неизвестный термин]. Без мультитапа 3 и 4 игрока MAN не могут быть сыграны. Группа перевода J2E переведет эту версию в 2001 году. Несколько месяцев спустя, Compile выпустил    'Super Puyo Puyo 2 Remix'    (яп.  す 〜 ぱ 〜 ぷ よ 通 リ よ)}, специальную версию Игра Super Famicom, позволяющая играть до 4-х игроков без необходимости использования мультитэпа, заменив игроков-людей компьютерными. Также был освобожден порт для PC Engine (в формате Super CD-ROM²) под названием    'Puyo Puyo CD 2'    (яп.  ぷ よ ぷ よ CD 通). «Super Puyo Puyo 2 Remix» также включал два новых расширенных режима обучения и специальные режимы, а также другие функции. Другим примером являются версии PC-Engine CD, Saturn и PlayStation, которые добавляют закадровый текст и заставки. PC-версия Puyo Puyo 2 была единственной версией, включавшей отдельный квест Nazo Puyo, так как версии CD включали в себя «урезанную» версию. Чтобы продемонстрировать успех Puyo Puyo 2 в серии Sega Ages 2500 для PlayStation 2, Sega выпустила версию под названием    'Sega Ages 2500 series том 12: Puyo Puyo 2 ИДЕАЛЬНЫЙ КОМПЛЕКТ   ' (яп.  エ ガ エ ズ シ シ 2500 シ リ ー ズ Vol.12 Pu よ ぷ よ 通 パ フ ェ} which), который воздал должное одной из самых популярных версий, версии Sega Saturn. Только одна версия «Puyo Puyo 2» была выпущена на международном уровне, и это была «Puyo Pop» для Neo Geo Pocket Color, которая была первой игрой «Puyo Puyo», которая использовала международные название Puyo Pop, но третий западный выпуск после  Dr. Robotnik's Mean Bean Machine  и  Kirby,s Avalanche . Как и в некоторых других играх Neo Geo Pocket Color, японская версия игры имеет опции на английском языке, поскольку для этого языка установлена консоль.
Впервые в аркадной версии Puyo Puyo 2 26 апреля 2016 года была выпущена игра от разработчика M2 для Nintendo 3DS как части. Из Sega 3D Classics Collection игрового пакета после почти двенадцати лет эксклюзивности в Asia. Сама игра осталась непереведенной.